# 花畑チャイカ
花畑チャイカ（はなばたけちゃいか）は、にじさんじ所属のVTuberである。

## 概要
2018年5月に配信者オーディションの募集が行われ、2018年6月3日にTwitter初投稿、同月5日にMirrativで初配信を行ない、にじさんじのSEEDs1期生としてデビューした。2019年10月のライブで3Dお披露目がされた。

### 人物
公式サイトによると、花畑チャイカの元名は「チャイカ・ブライン」であり、チャイカ自身は異世界で酒場の主人をしていたが、10年前に現代に飛ばされて喫茶店のオーナーを務めているオネエだという。自称に「変態女装おじさん」「第一第二第三皇女、リゼ・ヘルエスタ」などがある。ビジュアルには、メイド服、軍服、ギャル風衣装、ロボットアーマー、年少の少年などがある。Real Soundの記事では、自由気ままな言動を見せる花畑のことを「トリックスターであり、ムードメーカー」だと評している。また、記事内では花畑自身には強い自己コントロール力があるとも評している。

### 他ライバーとの関係
加賀美ハヤト・社築と年齢と趣味が近いため、しばしばコラボ配信を行なっている。また、ベルモンド・バンデラス、社築、ジョー・力一、舞元啓介らとともにおじさん・年長組としての存在感を発揮している。
笹木咲の引退当日、当時SEEDs1期生であった時に、椎名唯華と共に「にじさんじレジスタンス」を結成し、以後もコンビでの配信を度々行なっている。また、『にじさんじのB級バラエティ（仮）』のテーマソング『バラバラ～仮初めレインボーローズ』では、椎名唯華と共に歌唱を担当している。花畑自身は司会役などを担うことは少ないものの、公式番組には「にじさんじレジスタンス」として呼ばれることが多々存在する。

## 参加・出演

### 漫画
- 「別冊コロコロコミック」内の読み切り漫画（2022年10月28日発売、葛葉・壱百満天原サロメと共に登場）[9][10]

### ゲーム
- マーダーミステリー『消えた緑仙の謎』（2021年1月18日、緑仙・夢追翔・加賀美ハヤト・社築と共に登場）[11]

### 商品
- にじさんじライバーモデルTシャツ「にじT」（2020年6月25日、第5弾）[12]
- 『にじさんじチップスVol2』（2021年12月14日 - ）[13]
- 「にじさんじ×BUFF ネックウェア」（2022年2月2日）[14]

### DVD・Blu-ray
- 『にじさんじ Music Festival -Powered by DMM music-』LIVE（2020年1月29日）[15]
- Blu-ray『にじさんじ"Light up tones"』（2021年12月22日 - 、出演）[16]
- にじさんじ『Reflecxion』（2021年11月24日、楽曲「POISON～言いたい事も言えないこんな世の中は」）[17]

### コラボ
- 「【#にじさんじポカチェ部】映す価値なしなんて言わせねえ！格付けペアポーカー」（ポーカーチェイスとのコラボ）[18]
- ahamoとのコラボ（2022年6月、SMC組〈加賀美ハヤト・葉加瀬冬雪・夜見れな〉と共に登場）[19]
- 『にじさんじが日本一受けたい！マジック：ザ・ギャザリング講座』（2022年9月24日、加賀美ハヤト・社築と共に出演）[20]

### ライブ・イベント
- 『にじさんじ Music Festival～ Powered by DMM music～』（2019年10月2日、3Dお披露目も実施された）[3]
- 『にじさんじ JAPAN TOUR 2020 Shout in the Rainbow!』（2020年2月21日、難波公演）[21]
- 『Heaven girl’s』（2021年1月16日、VARK内配信、グリーンルージュ〈ジョー・力一とのユニット〉として出演）[22][23]
- 「VIRTUAL JAPAN CIRCUIT」（2021年4月24日、加賀美ハヤト・社築と共に出演）[24]
- 『にじさんじ AR STAGE “LIGHT UP TONES”』（2021年7月31日、DAY 1出演）[25][26]
- 「にじさんじフェス2022」（オレンジ）[27][28]
- 「にじさんじユニット歌謡祭2022」（2022年12月29日 - 2022年12月31日）[29]

### 大型企画
- 「にじさんじのB級バラエティ（仮）後悔収録 in LOFT ～この番組いつも編集した上で見て貰ってるから収録風景見ても面白いかはわからないけど雰囲気は伝わるだろうからマジでザックリ気楽に見てってSP～」（2021年7月9日）[30]
- 「にじクイステージ」（2021年9月4日、リゼ・ヘルエスタと共にゲスト出演）[25][31]
- 「APEXにじさんじカスタム」（2020年6月4日）[32]
- 24時間生配信企画「SEEDs24」（2022年6月11日 - 2022年6月12日）[33]
- 「にじヌ→ン」（2022年8月）[34]
- 『にじさんじのB級バラエティ（仮）ステージ 〜後悔収録惨次元〜』（2022年10月2日）[35]
- 「にじさんじスプラ祭り」（2022年10月16日）[36]

### その他
- 来栖夏芽『人外教室の人間嫌い教師2 ヒトマ先生、私たちの希望を見つけてくれますか……?』（お題提供）[37]